# Ópera Semper

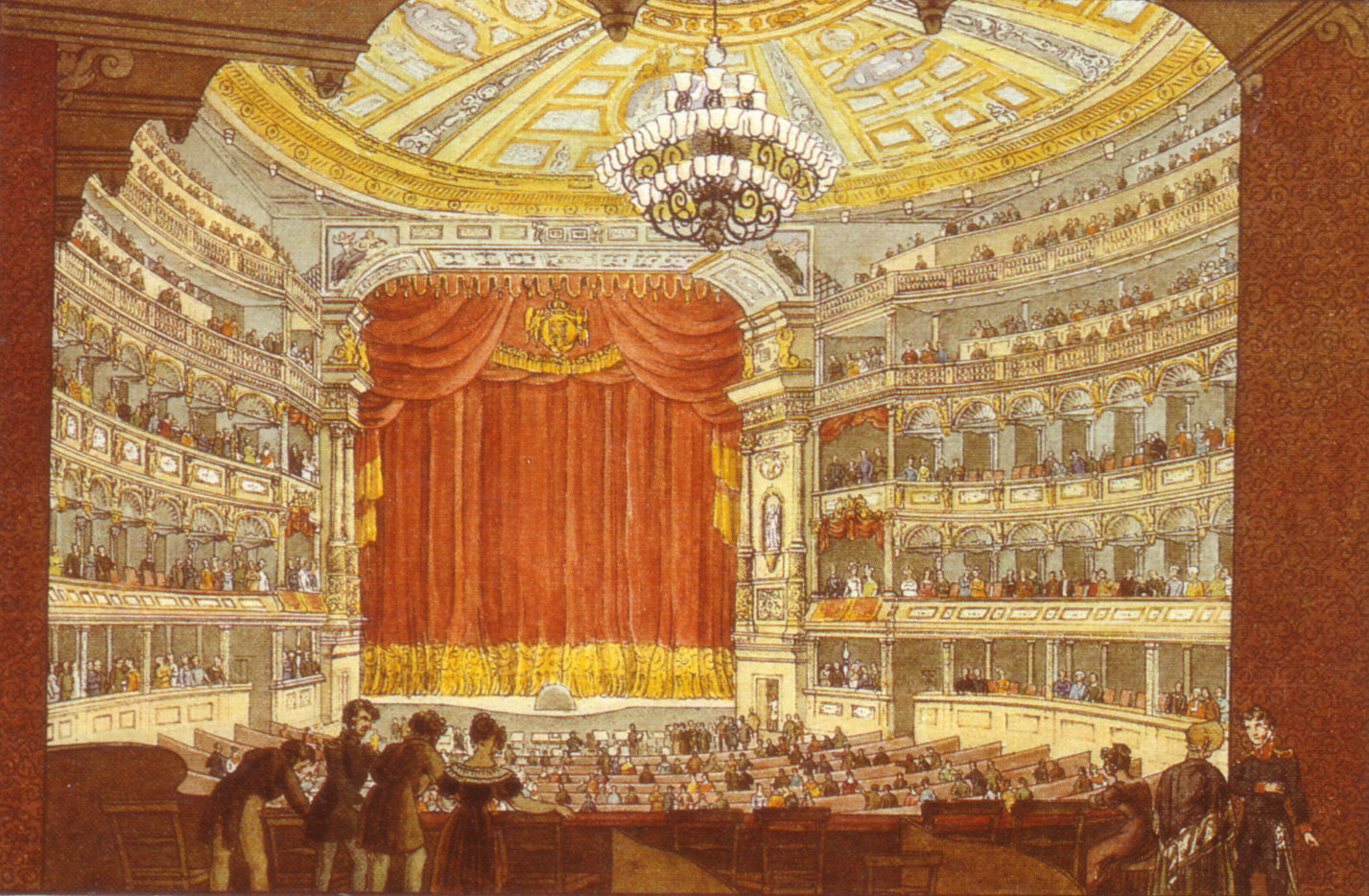
Vista interior del primer edificio.

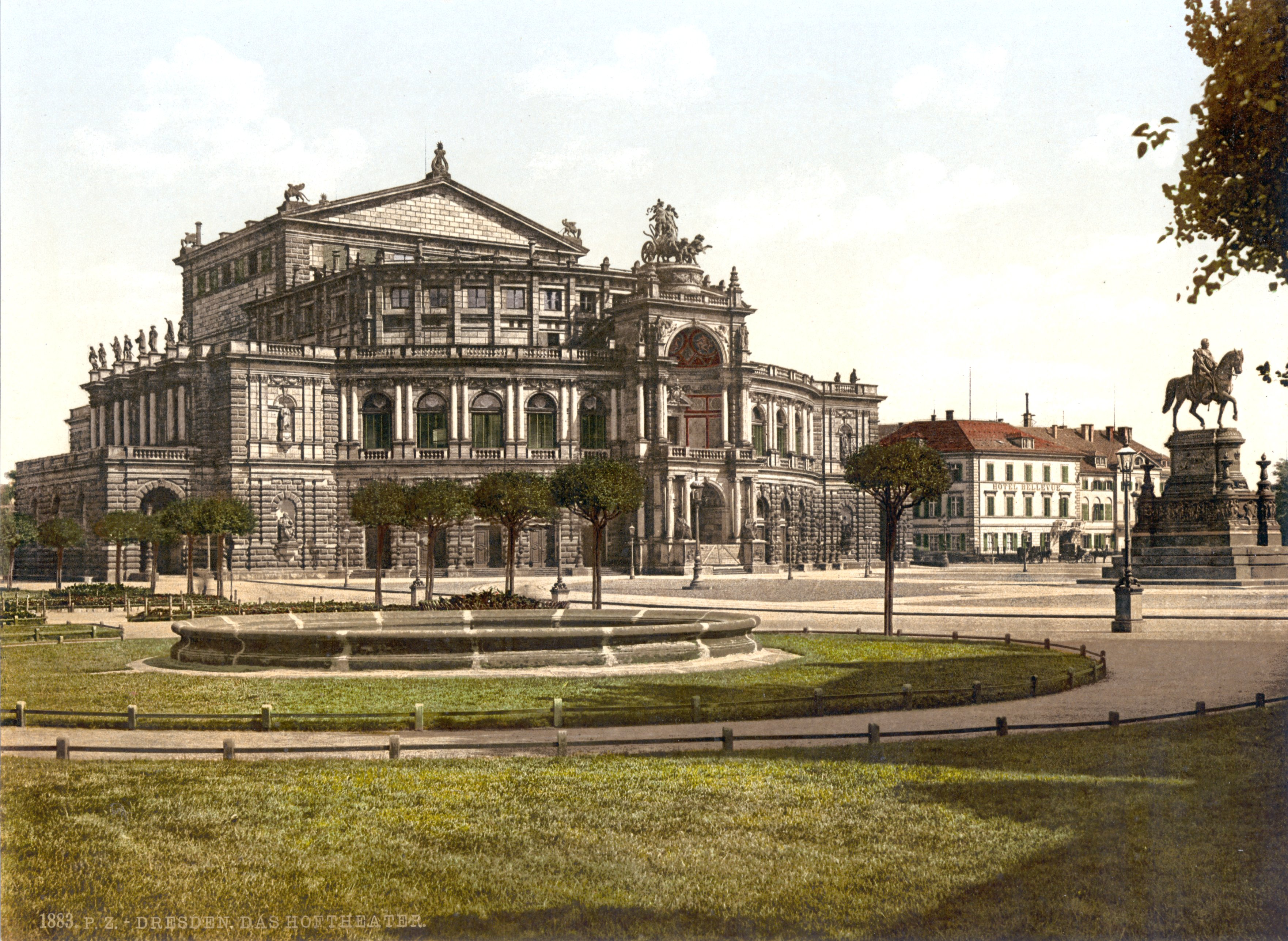
La Opera Semper en la Plaza del Teatro en el año 1900.

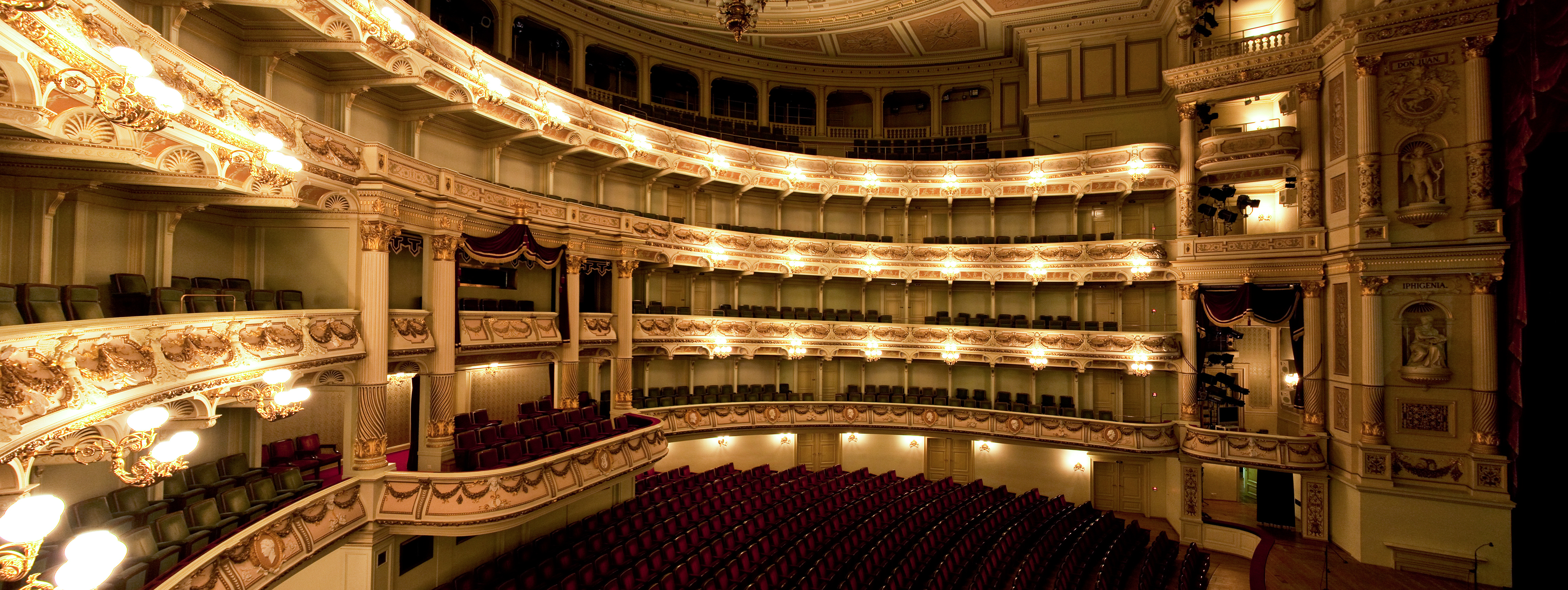
Panorama del interior del auditorium.

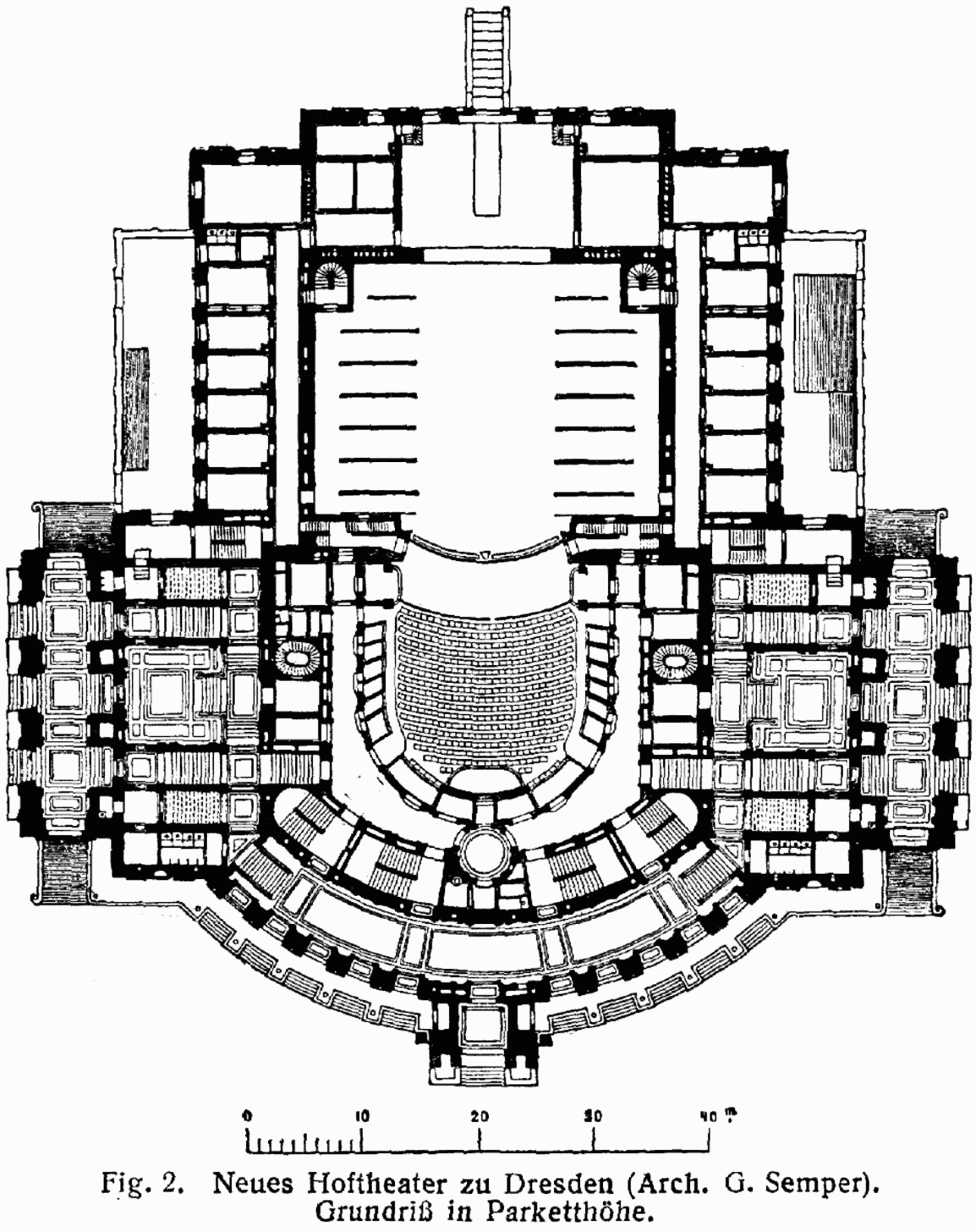
Planta en 1904.

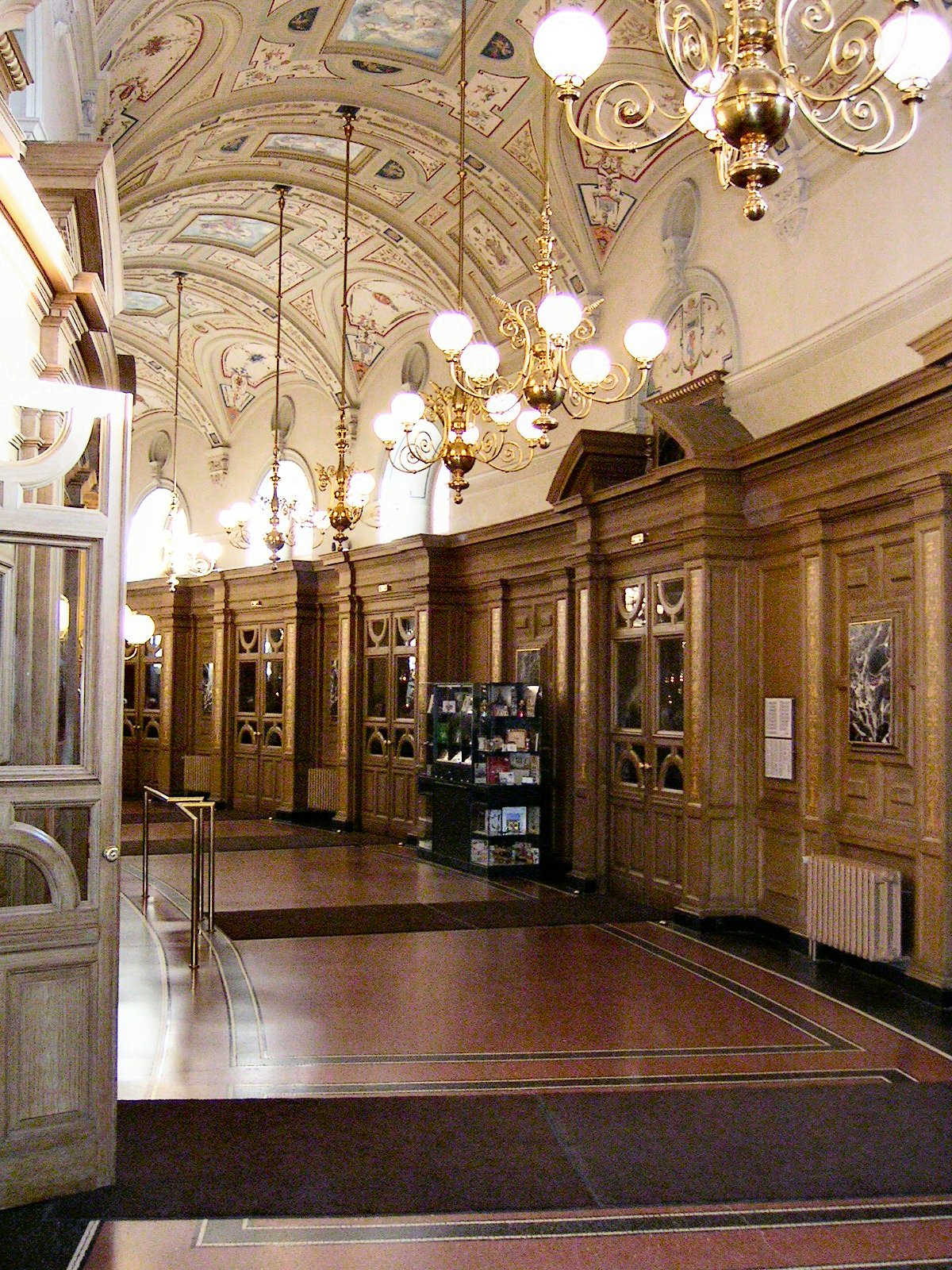
Entrada de la Ópera Semper.

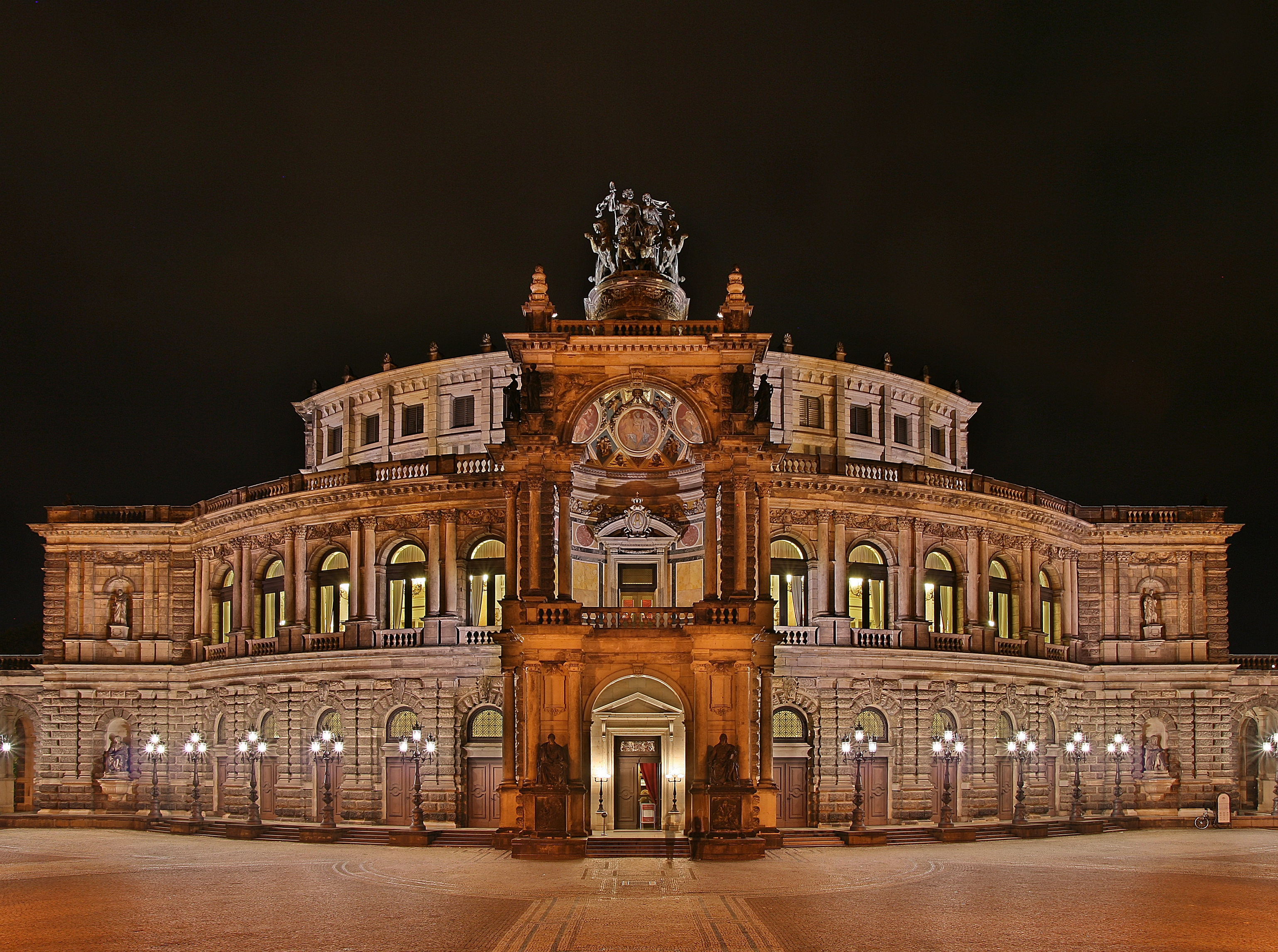

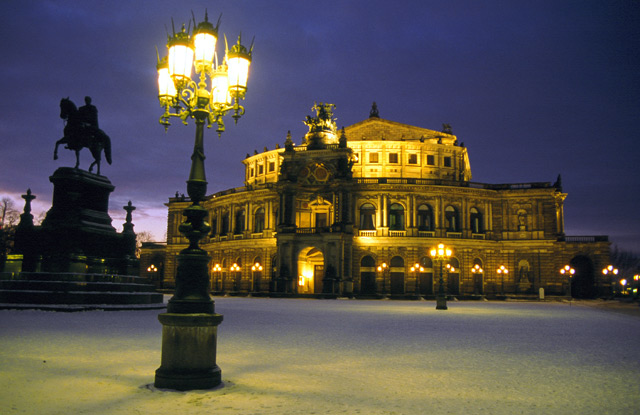
La Opera Semper de noche.

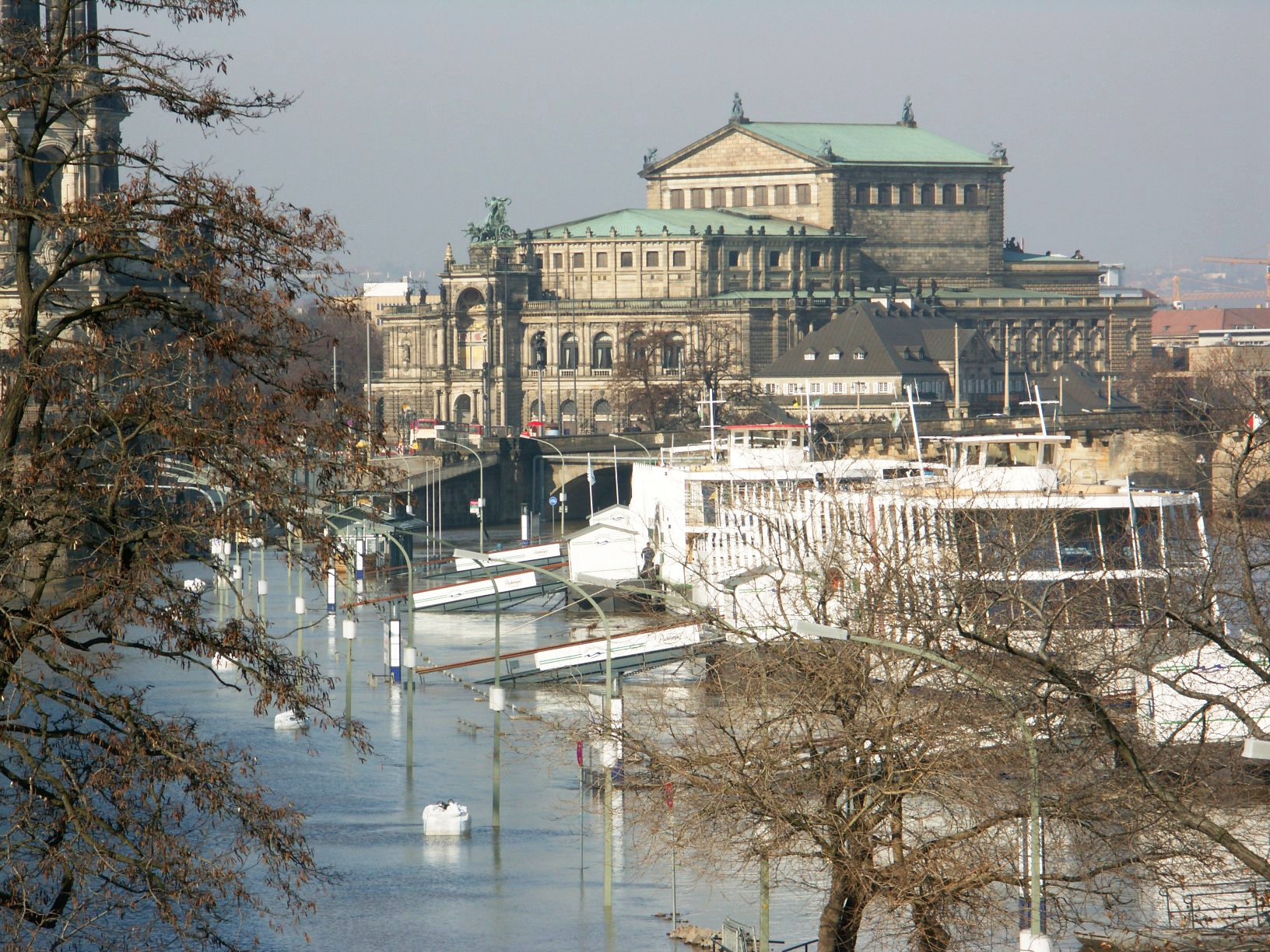
La Opera Semper durante el desbordamiento en la primavera de 2005.

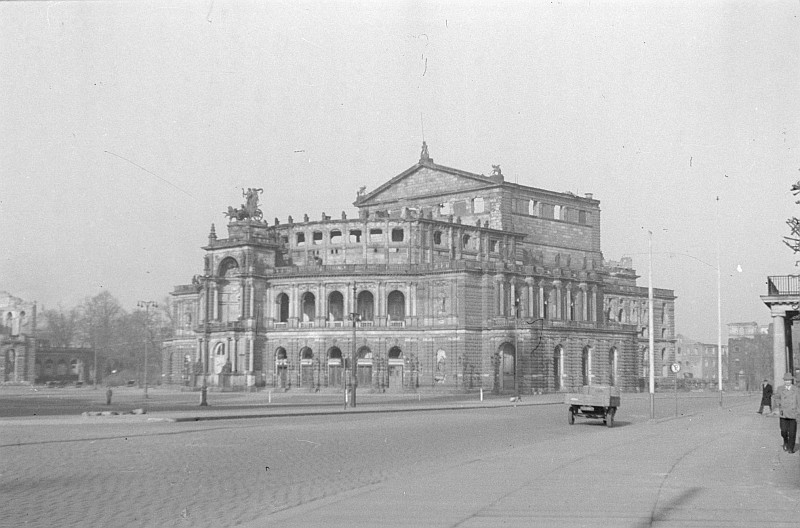
En ruinas después del Bombardeo de Dresde en 1945.

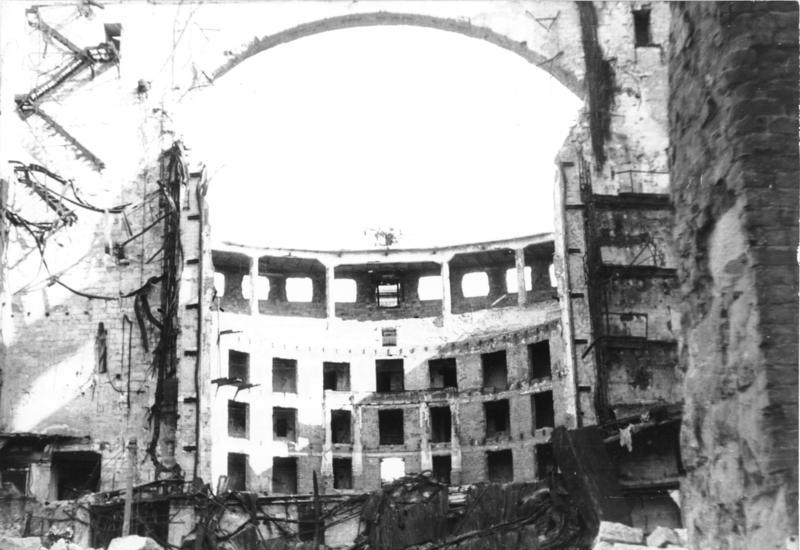
En 1945.

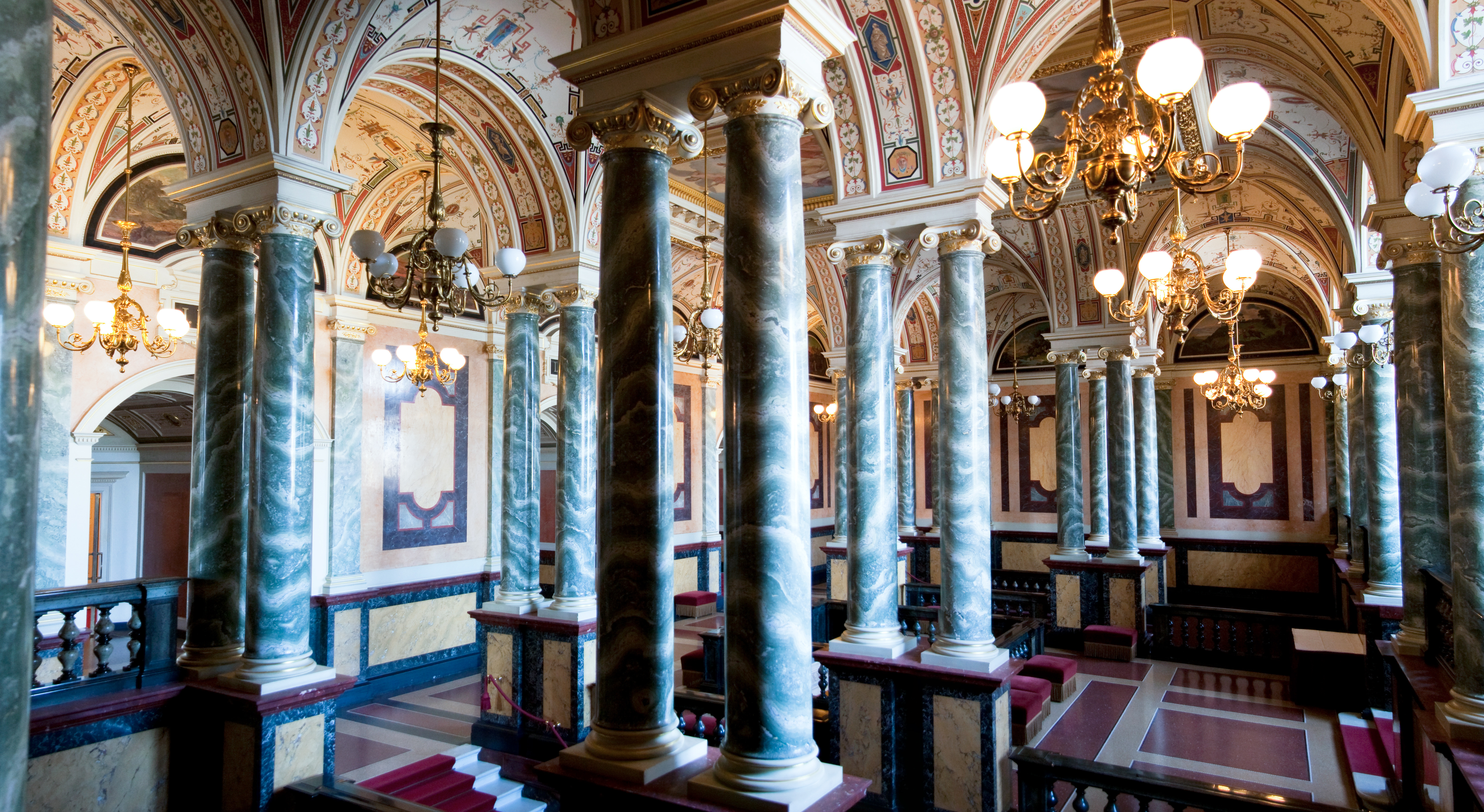
Vestíbulo.

La Ópera Semper (en alemán: Sächsische Staatsoper Dresden, literalmente «Ópera estatal sajona de Dresde») es el edificio de la ópera perteneciente al estado de Sajonia y ubicado en la localidad alemana de Dresde.
Considerada una de las joyas de la arquitectura teatral del mundo, fue diseñada por el arquitecto Gottfried Semper y parcialmente destruida en 1945, hasta que fue minuciosamente reconstruida en 1986. En este teatro se estrenaron algunas de las mejores óperas alemanas, tres de Richard Wagner y la mayoría de las de Richard Strauss.
La principal agrupación musical que lo utiliza es la Sächsische Staatskapelle Dresden (Orquesta Estatal Sajona de Dresde). Su director titular es, desde 2012, Christian Thielemann.

## Historia del edificio

### El primer edificio
Entre 1838 y 1841, el maestro de obras Gottfried Semper (1803-1879) levantó un nuevo teatro real, que el 21 de septiembre de 1869 fue pasto de las llamas.

### El segundo edificio
Tan pronto como Gottfried Semper hubo diseñado un nuevo edificio, se edificó este en la Plaza del Teatro entre 1871 y 1878 bajo la dirección de su hijo mayor, Manfred Semper (1838-1913).
De estilo neobarroco decimonónico, el teatro contaba con un interior espléndido. Sobre el pórtico se alzaba una estatua de bronce, que representaba a Dioniso y Ariadna sobre una cuadriga de panteras. La fachada oeste del escenario posterior estaba adornada con el escudo sajón, las imágenes del Amor y la Justicia, así como la cabeza de Gottfried Semper. Junto a la entrada, se hallan las esculturas de Johann Wolfgang von Goethe y Friedrich Schiller, y en la fachada principal las de William Shakespeare, Sófocles y Eurípides.
Este segundo edificio fue destruido durante el masivo bombardeo de Dresde el 13 de febrero de 1945, durante la Segunda Guerra Mundial.

### El tercer edificio
Después de la Segunda Guerra Mundial se prepararon los estudios de seguridad, entre 1946 y 1955, así como el estudio conceptual 1968-1976 de la reconstrucción.
El 24 de junio de 1977 tuvo lugar la colocación de la primera piedra de la reconstrucción. En conmemoración de los cuarenta años del bombardeo de la ciudad, el 13 de febrero de 1985 se reabrió la Ópera Semper con la ópera Der Freischütz de Carl Maria von Weber. Este fue un hecho simbólico, puesto que esta obra fue la última que se representó antes del cierre del teatro el 31 de agosto de 1944.
Aunque ya era la ópera estatal, tras el cambio del nombre oficial se denominó Sächsische Staatsoper. En el año 2002 el desbordamiento del río Elba provocó daños en el edificio por valor de 27 millones de euros. Tres meses después de esta catástrofe, el 9 de noviembre de 2002 se reabrieron sus puertas.
Detrás del edificio histórico se construyó un moderno anexo, que comprende oficinas, salas de ensayo y un nuevo espacio escénico, conocido como "Semper 2", con una capacidad de 200 localidades, utilizado para espectáculos de diversos tipos, tales como los del programa pedagógico "Junge Szene".
En el marco de las celebraciones de los 800 años de la ciudad de Dresde, el 13 de enero de 2006 se celebró por primera vez desde 1939 el Baile de la Ópera Dresde, Dresdner Opernball, al que acudieron unas 2300 personas en el interior y otras 12.000 en el exterior, en la Theaterplatz.

## Directores musicales
En la Ópera Semper han actuado destacados directores musicales como:
- Johann Adolph Hasse
- Carl Maria von Weber
- Carl Gottlieb Reißiger
- Richard Wagner
- Ernst von Schuch
- Fritz Reiner 1914-1921
- Fritz Busch 1922-1933
- Karl Böhm 1934-1942
- Karl Elmendorff 1943-1944
- Joseph Keilberth 1945-1951
- Rudolf Kempe 1949-1952
- Otmar Suitner 1960-1964
- Kurt Sanderling 1964-1967
- Herbert Blomstedt 1975-1985
- Hans Vonk 1985-1990
- Giuseppe Sinopoli 1992-2001
- Semyon Bychkov 2001-2002
- Bernard Haitink 2002-2004
- Fabio Luisi 2004-2012
- Christian Thielemann desde 2012

## Cantantes
Selección de cantantes que han formado parte de la compañía de la Ópera Estatal de Sajonia
- Irene Abendroth
- Theo Adam
- Mathieu Ahlersmeyer
- Erna Berger
- Kurt Böhme
- Jenny Bürde-Ney
- Rainer Büsching
- Maria Cebotari
- Brünnhild Friedland
- Christel Goltz
- Josef Herrmann
- Elisabeth Höngen
- Klaus König
- Max Lorenz
- Therese Malten
- Tino Pattiera
- Torsten Ralf
- Elisabeth Reichelt
- Elisabeth Rethberg
- Erna Sack
- Paul Schöffler
- Peter Schreier
- Meta Seinemeyer
- Helga Thiede
- Richard Tauber
- Margarete Teschemacher
- Elfride Trötschel

## Estrenos
| Año       | Fecha           | Edificio(*) | Compositor            | Obra                                                    |
| --------- | --------------- | ----------- | --------------------- | ------------------------------------------------------- |
| 1842      | 20 de octubre   | 1.º         | Richard Wagner        | Rienzi, der letzte der Tribunen                         |
| 1845      | 5 de enero      | 1.º         | Heinrich Marschner    | Kaiser Adolph von Nassau                                |
| 1843      | 2 de enero      | 1.º         | Richard Wagner        | Der fliegende Holländer.                                |
| 1845      | 19 de octubre   | 1.º         | Richard Wagner        | Tannhäuser und der Sängerkrieg auf Wartburg             |
| 1863      | 24 de febrero   | 1.º         | Antón Rubinstein      | Feramors                                                |
| 1886      | 20 de febrero   | 2.º         | Wilhelm Kienzl        | Urvasi                                                  |
| 1892      | 10 de marzo     | 2.º         | Felix Draeseke        | Herrat                                                  |
| 1895      | 28 de noviembre | 2.º         | Eugen d'Albert        | Ghismonda                                               |
| 1898-1903 |                 | 2.º         | August Bungert        | Die Odyssee, Teatralogie                                |
| 1901      | 29 de mayo      | 2.º         | Ignacy Paderewski     | Manru                                                   |
| 1901      | 22 de noviembre | 2.º         | Richard Strauss       | Feuersnot                                               |
| 1902      | 6 de octubre    | 2.º         | Leo Blech             | Das war ich                                             |
| 1905      | 9 de diciembre  | 2.º         | Richard Strauss       | Salomé                                                  |
| 1906      | 8 de diciembre  | 2.º         | Max von Schillings    | Moloch                                                  |
| 1909      | 25 de enero     | 2.º         | Richard Strauss       | Elektra                                                 |
| 1911      | 26 de enero     | 2.º         | Richard Strauss       | Der Rosenkavalier                                       |
| 1913      | 22 de enero     | 2.º         | Ernst von Dohnányi    | Tante Simona                                            |
| 1913      | 4 de diciembre  | 2.º         | Ermanno Wolf-Ferrari  | Der Liebhaber als Arzt                                  |
| 1916      | 5 de marzo      | 2.º         | Eugen d'Albert        | Die toten Augen                                         |
| 1916      | 1 de abril      | 2.º         | Jan Brandts-Buys      | Die Schneider von Schönau                               |
| 1917      | 11 de diciembre | 2.º         | Hans Pfitzner         | Das Christelflein                                       |
| 1924      | 4 de noviembre  | 2.º         | Richard Strauss       | Intermezzo                                              |
| 1925      | 21 de mayo      | 2.º         | Ferruccio Busoni      | Doktor Faust                                            |
| 1926      | 27 de marzo     | 2.º         | Kurt Weill            | Der Protagonist                                         |
| 1926      | 9 de noviembre  | 2.º         | Paul Hindemith        | Cardillac                                               |
| 1927      | 8 de enero      | 2.º         | Othmar Schoeck        | Penthesilea.                                            |
| 1928      | 6 de junio      | 2.º         | Richard Strauss       | Die ägyptische Helena                                   |
| 1930      | 3 de octubre    | 2.º         | Othmar Schoeck        | Vom Fischer und syner Fru                               |
| 1933      | 1 de julio      | 2.º         | Richard Strauss       | Arabella                                                |
| 1935      | 20 de febrero   | 2.º         | Rudolf Wagner-Régeny  | Der Günstling                                           |
| 1935      | 24 de junio     | 2.º         | Richard Strauss       | Die schweigsame Frau                                    |
| 1937      | 2 de marzo      | 2.º         | Othmar Schoeck        | Massimilla Doni                                         |
| 1938      | 15 de octubre   | 2.º         | Richard Strauss       | Dafne                                                   |
| 1939      |                 | 2.º         | Werner Egk            | Peer Gynt                                               |
| 1940      | 13 de abril     | 2.º         | Heinrich Sutermeister | Romeo und Julia                                         |
| 1942      | 31 de octubre   | 2.º         | Heinrich Sutermeister | Die Zauberinsel                                         |
| 1944      | 5 de febrero    | 2.º         | Gottfried von Einem   | Prinzessin Turandot                                     |
| 1944      | 2 de julio      | 2.º         | Josef Haas            | Die Hochzeit des Jobs                                   |
| 1985      |                 | 3.º         | Siegfried Matthus     | Die Weise von Liebe und Tod des Cornets Christoph Rilke |

(*) Se designan con números (1.º, 2.º y 3.º) cada uno de los tres sucesivos edificios.